# 瑪麗 (霍亨索倫-錫格馬林根)
霍亨索倫-錫格馬林根的玛丽（德語：Marie von Hohenzollern-Sigmaringen，1845年11月17日—1912年11月26日）是比利时的佛蘭德伯爵夫人和霍亨索伦-锡格马林根侯国郡主。她是比利时国王阿尔贝一世的母亲。
玛丽的父亲卡尔·安东亲王是普魯士總理，兩個哥哥分別是霍亨索倫親王利奧波德與日后的罗马尼亚国王卡罗尔一世。1867年，她在柏林和佛兰德伯爵比利时的菲利普结婚，成为佛兰德伯爵夫人。
她的次子阿尔贝因伯父利奧波德二世没有合法的男继承人而最后继位为阿尔贝一世。